# بخش لیانگژو
بخش لیانگژو (به لاتین: Liangzhou District) یک منطقهٔ مسکونی در چین است که در وووی، گانسو واقع شده‌است. بخش لیانگژو ۵٬۰۸۱ کیلومتر مربع مساحت و ۱٬۰۳۵٬۳۰۰ نفر جمعیت دارد.

## خواهرخوانده
شهر کازونو، آکیتا خواهرخواندهٔ بخش لیانگژو هست.